# Жах Дженкіна
Жах Дженкіна — принципове заперечення проти теорії Дарвіна щодо поступового формування нових біологічних видів шляхом збереження сприятливих ознак природним відбором, висунуте англійським інженером Флемінгом Дженкіном. Згідно з ним, корисну ознаку, що випадково з'явилася у окремої особини в групі організмів (популяції) поступово буде знівельовано схрещуванням зі звичайними особинами. Це логічне утруднення було подолано зі створенням популяційної генетики.

## Історія

### Дискусія з дарвінізмом
У червні 1867 р. у журналі «North British Review» вийшла стаття Дженкіна під назвою «Походження видів», де критикувалася ідея природного відбору як рушійної сили еволюції. Головний пункт заперечення Дженкіна — поглинаючий вплив вільного схрещування. Його міркування стверджують: припустимо, що в популяції з'явилася особина із вдалішою ознакою, ніж у існуючих особин; але схрещуватися вона змушена буде тільки з особинами з «нормальними» ознаками. В її дітей ця ознака буде виражена на ½, в наступного покоління на ¼ і так далі. Тому через кілька поколінь вдале новопридбання неминуче буде поглинене «болотом» звичайних ознак (з огляду на це «жах Дженкіна» також називають «swamping argument», тобто «аргументом заболочування»).
Це міркування Дженкін ілюстрував вигаданим расистським прикладом (утім, цілком переконливим для наукової спільноти того часу): у корабельній аварії на острів, населений неграми-дикунами, потрапив білий; він перевершує аборигенів інтелектом, тож убив багатьох із них і став їхнім королем; багато жінок зачали від нього дітей, що успадкувавши ознаки батька й матері, стали мулатами; перше покоління поступається батькові в інтелекті, але перевершує решту населення острова і успадковує трон, відповідно здобуваючи жінок серед аборигенів; але в міру подальших схрещувань мулатів із корінним населенням ознака світлої шкіри та високого інтелекту виражається все менше. Хіба можна очікувати, що зрештою весь острів буде населений білими чи принаймні жовтими людьми?
За Дженкіном, корисна ознака могла зберегтися лише у разі її виникнення відразу у великої кількості особин і в короткий проміжок часу (в одному поколінні). Але тоді ідея невизначеної і випадкової мінливості втрачає сенс, і в силу вступають односторонні й закономірні зміни.
Ознайомившись із запереченнями Дженкіна, Чарльз Дарвін відгукнувся, що їх правильність «навряд чи може бути піддана сумніву» і називав їх «жахом Дженкіна». У листі своєму другові ботаніку Джозефу Хукеру від 7 серпня 1869 р. Дарвін писав про статтю Дженкіна: «Знаєте, я відчув себе дуже приниженим, закінчивши читання статті».
Тож у шостому виданні «Походження видів» Дарвін був змушений піти на цілу низку принципових змін проламаркістського характеру: збільшення ролі визначеної мінливості, визнання необхідності появи її відразу у великої кількості особин, визнання великого значення успадкування набутих ознак і т. ін.

### Формальний вираз
{\displaystyle Var(z_{o})=Var[(z_{m}+z_{f})]/2={\frac {1}{2}}Var(parents)}
де z — ціле число, що умовно позначає спадкову «цінність» особини/ознаки (англ. phenotypic value of an individual): zm — матері, zf — батька, zo — нащадка; що більше число, то корисніша ознака. Var (z) — ступінь мінливості ознаки.
У біології XIX століття вважалося, що спадковий матеріал батька кількісно змішується з спадковим матеріалом матері, породжуючи нащадка (теорія злитної спадковості). Іншими словами, спадковість нащадка представлялася як «середнє арифметичне» спадкового матеріалу батька і матері. Наприклад, рослина з червоною квіткою і рослина з білою народжують рослину з рожевою квіткою; у високого батька і низькорослої матері народжується дитина середнього зросту і т. д. Розрахунки Дженкіна показують, що, якщо допускати теорію злитної спадковості, то видоутворення, описане Дарвіном, не може відбуватися, оскільки випадково виниклий «корисний» спадковий матеріал з кожним поколінням буде елімінуватися розчиненням у незміненому спадковому матеріалі.
Про працю Грегора Менделя (1866), згідно з якою ознаки успадковуються кожний окремими корпускулами, ані Дарвін, ані Дженкін на той час не знали. Російський письменник і палеонтолог Кирил Єськов, однак, вважає по-іншому: «…Вичерпне вирішення парадокса, сформульованого Дженкіном, Дарвін тримав у руках в буквальному сенсі слова. Рішення це, полягало в дискретності спадкового коду, було чорним по білому прописано в книзі основоположника генетики Менделя, яку Дарвін читав (про це достовірно відомо) — але зовсім не оцінив…». Але варто пам'ятати, що головна наукова праця Менделя «Експерименти з гібридизації рослин» — не «книга», як описує Єськов, а порівняно невелика стаття.

## Критика
Помилка Дженкіна полягала в тому, що ознаки, які закріплюються відбором, не зменшуються при схрещуванні, а зберігаються в генах у повному обсязі. Прояв тієї чи іншої ознаки залежить від того, чи є ген домінантним або рецесивним. Слід зазначити, що заперечення Дженкіна ґрунтувалися на безперервній теорії спадковості. Відкриття дискретності спадкового матеріалу дозволило подолати «жах Дженкіна». Генетика показала, що ген ознаки може не піддаватися природному відбору, перебуваючи в рецесивному стані, однак і тут з'явилися нові проблеми, розкриті біологом Холдейном (див. Дилема Холдейна). Хоча нова корисна ознака і не пропадає безслідно в генофонді популяції, її поширення в ній може бути процесом дуже тривалим, причому успіх зовсім не гарантований.
Свою думку Дженкін ґрунтував на необ'єктивних висновках щодо людських рас, згідно з якими європеоїдна розглядалася пізнішою й прогресивнішою, а негроїдна — ранішою та примітивнішою. В таких умовах мулати й монголоїди вважалася наслідком змішування європеоїдної з негроїдною.
У листопаді 1870 р. в тижневику «Nature» з'явився лист ботаніка і математика Альфреда Беннета під назвою «Теорія природного відбору з математичної точки зору», де висловлювалися міркування, подібні з ідеями Дженкіна. Суть їх зводилася до такого: припустимо, для отримання корисної ознаки потрібно 10 поколінь, причому в кожному ознака може змінюватися 20 способами; в такому випадку для виявлення корисної ознаки потрібно перебрати 2010 особин; нехай чисельність особин в популяції не перевищує 106; в цьому випадку для утворення нової ознаки знадобиться 1013 особин, або 107 поколінь. Отже, природний добір не може бути ефективним як фактор утворення нових видів.
На думку Феодосія Добржанського, Сергій Четвериков був першим, хто спростував доводи Дженкіна.

## Ресурси Інтернету
- Повний текст оригінальної статті Флемінга Дженкіна «Походження видів» (1867) (англійською) [Архівовано 25 лютого 2015 у Wayback Machine.] // Victorian Texts in the Victorian Web.
- Відскановані сторінки оригінальної статті Дженкіна у журналі «North British Review» (1867) [Архівовано 13 червня 2013 у Wayback Machine.] // The Complete Works of Charles Darwin Online.
- Bulmer Michael. Did Jenkin's swamping argument invalidate Darwin's theory of natural selection? [Архівовано 5 березня 2016 у Wayback Machine.] // The British Journal for the History of Science (2004), 37:3:281-297 Cambridge University Press.
- Чайковский Ю. В. Кошмар Дженкина, или Повесть об инженере, которого не могут забыть биологи[недоступне посилання з квітня 2019] // Химия и жизнь. — 1978. — № 12. — С. 108—117.
- Шабанов Д. А.. Обезьяны, догмы и «кошмар Дженкина» // Компьютерра. — 11 мая 2006 года.

## Виноски
1. 1 2  Чайковский Ю. В. Эволюция. Вып. 22 [Архівовано 25 грудня 2008 у Wayback Machine.]
2. 1 2 3  Bulmer, Michael (2004). Did Jenkin's Swamping Argument Invalidate Darwin's Theory of Natural Selection?. The British Journal for the History of Science. Т. 37, № 3. с. 281—297. ISSN 0007-0874. Архів оригіналу за 26 січня 2022. Процитовано 1 квітня 2020.
3. 1 2   Назаров В. И. Эволюция не по Дарвину. — Стор. 65
4. 1 2 3  «Кошмар Дженкіна» [Архівовано 8 березня 2016 у Wayback Machine.] Сайт Дарвінівського музею
5. 1 2  Тахтаджян А. Дарвин и современная теория эволюции // Дарвин. Происхождение видов. СПб.: Наука, 2001. Стр. 519
6. ↑   Назаров В. И. Эволюция не по Дарвину. — Стор. 65-66.
7. 1 2  Bruce Walsh. Lecture 1. Introduction to Mendelian and Molecular Genetics [Архівовано 7 вересня 2006 у Wayback Machine.]
8. ↑  Did Darwin have a copy of Mendel's paper? [Архівовано 25 грудня 2008 у Wayback Machine.] «In view of the lack of that evidence, and the circumstances described above, we do not believe that CD had a copy of Mendel's original paper»
9. ↑  Грегор Мендель — біографія. Архів оригіналу за 6 лютого 2009. Процитовано 31 січня 2015.
10. ↑  Еськов К. Ю. Обезьяний_Процесс.ru: Эволюция мастдай! [Архівовано 7 листопада 2012 у Wayback Machine.] // Компьютерра, 4 апреля 2006 г.
11. ↑  Mendel Gregor. 1866. Versuche über Plflanzenhybriden. Verhandlungen des naturforschenden Vereines in Brünn, Bd. IV für das Jahr 1865, Abhandlungen, 3-47 (англійський переклад статті Менделя [Архівовано 23 січня 2019 у Wayback Machine.])
12. ↑   Назаров В. И. Эволюция не по Дарвину. — Стор. 66
13. ↑  Dobzhansky Th. Sergei Sergeevich Tchetverikov, 1880—1959 // Genetics. — 1967. — Vol. 55, No 1. — P. 1-3